# 1916 w muzyce
Wydarzenia muzyczne w 1916 roku.

## Wydarzenia
- 1 lutego – Oficjalna premiera 4 symfonii autorstwa Carla Nielsena.

## Przeboje
- zagraniczne
  - „O sole mio” – Enrico Caruso
  - „Santa Lucia” – Enrico Caruso
  - „Where Did Robinson Crusoe Go With Friday On Saturday Night?” – Al Jolson

## Urodzeni
- 2 stycznia – Ryszard Bukowski, polski kompozytor, pedagog i publicysta (zm. 1987)
- 4 stycznia
  - Slim Gaillard, amerykański muzyk jazzowy (zm. 1991)
  - Helena Kołaczkowska, polska literatka, autorka książek dla dzieci, autorka tekstów piosenek (zm. 2019)
- 12 stycznia – Jay McShann, amerykański pianista jazzowy, wokalista i kompozytor (zm. 2006)
- 17 stycznia – Włodzimierz Patuszyński, polski poeta, autor tekstów piosenek, konferansjer, także aktor, piosenkarz i kompozytor (zm. 1983)
- 22 stycznia – Henri Dutilleux, francuski kompozytor (zm. 2013)
- 31 stycznia – Carlos Jiménez Mabarak, meksykański kompozytor (zm. 1994)
- 20 lutego – Julius Juzeliūnas, litewski kompozytor (zm. 2001)
- 28 lutego – Svend Asmussen, duński skrzypek jazzowy (zm. 2017)
- 29 lutego – Dinah Shore, amerykańska piosenkarka i aktorka (zm. 1994)
- 3 marca – Ryszard Sielicki, polski kompozytor żydowskiego pochodzenia (zm. 2005)
- 6 marca – Red Callender, amerykański kontrabasista i tubista jazzowy, kompozytor i nauczyciel jazzu (zm. 1992)
- 15 marca – Harry James, amerykański trębacz i lider zespołów jazzowych ery swingu (zm. 1983)
- 16 marca – Leon Jelonek, polski dyrygent, pedagog, publicysta (zm. 1994)
- 24 marca – Maria Prokopowicz, polska bibliotekarka, bibliograf, muzykolog (zm. 2006)
- 25 marca – Nikołaj Piejko, rosyjski kompozytor i pedagog muzyczny (zm. 1995)
- 26 marca – Harry Rabinowitz, brytyjski dyrygent i kompozytor muzyki filmowej (zm. 2016)
- 5 kwietnia – Teodor Liese, polski skrzypek, działacz społeczny na rzecz środowiska muzycznego (zm. 2007)
- 11 kwietnia – Alberto Ginastera, argentyński kompozytor (zm. 1983)
- 20 kwietnia – Wiera Gran, polska aktorka kabaretowa i piosenkarka (zm. 2007)
- 22 kwietnia – Yehudi Menuhin, amerykański skrzypek i dyrygent (zm. 1999)
- 27 kwietnia – Jan Rychlík, czeski kompozytor (zm. 1964)
- 3 maja – Léopold Simoneau, kanadyjski śpiewak operowy (tenor), pedagog muzyczny (zm. 2006)
- 5 maja – Weli Muhadow, turkmeński kompozytor muzyki poważnej (zm. 2005)
- 7 maja – Zbigniew Piasecki, polski duchowny katolicki, kompozytor, chórmistrz i pedagog muzyczny (zm. 2011)
- 10 maja – Milton Babbitt, amerykański kompozytor i teoretyk muzyki (zm. 2011)
- 14 maja – Lance Dossor, australijski pianista i pedagog muzyczny (zm. 2005)
- 26 maja – Moondog, amerykański muzyk, kompozytor i poeta (zm. 1999)
- 15 czerwca – Horacio Salgán, argentyński pianista i kompozytor tanga (zm. 2016)
- 17 czerwca – Einar Englund, fiński kompozytor (zm. 1999)
- 18 czerwca – Roman Toi, estoński kompozytor, dyrygent chóru, organista (zm. 2018)
- 26 czerwca
  - Eugeniusz Nako, właśc. Eugeniusz Władysław Nakoneczny, polski oficer, muzyk, kompozytor (zm. 1970)
  - Giuseppe Taddei, włoski śpiewak operowy (baryton) (zm. 2010)
- 5 lipca – Lívia Rév, węgierska pianistka (zm. 2018)
- 6 lipca – Walther Siegmund-Schultze, niemiecki kompozytor, muzykolog i historyk muzyki (zm. 1993)
- 7 lipca – Tiny Grimes, amerykański gitarzysta grający jazz i R&B (zm. 1989)
- 29 lipca – Charlie Christian, amerykański gitarzysta jazzowy (zm. 1942)
- 2 sierpnia – Hans Hopf, niemiecki śpiewak operowy (tenor) (zm. 1993)
- 15 sierpnia – Takis Morakis, grecki kompozytor (zm. 1991)
- 16 sierpnia
  - Władysław Malczewski, polski śpiewak operowy (baryton) (zm. 2010)
  - Erna Tauro, fińsko-szwedzka kompozytorka i pianistka (zm. 1993)
- 21 sierpnia – Consuelo Velázquez, meksykańska kompozytorka i autorka tekstów (zm. 2005)
- 31 sierpnia
  - Everett Lee, amerykański dyrygent (zm. 2022)
  - Marian Radzik, polski kompozytor i pianista (zm. 1982)
- 6 września – Tadeusz Dobrzański, polski dyrygent i kompozytor (zm. 1996)
- 10 września – Bronisław Onufry Kopczyński, polski muzyk, poeta i publicysta (zm. 1943)
- 16 września – M.S. Subbulakshmi, indyjska piosenkarka (zm. 2004)
- 29 września – Minao Shibata, japoński kompozytor (zm. 1996)
- 10 października – Edward Fiszer, polski poeta, autor tekstów piosenek, librecista (zm. 1972)
- 17 października – Tadeusz Paciorkiewicz, polski kompozytor, organista i pedagog (zm. 1998)
- 19 października
  - Emil Gilels, ukraiński pianista (zm. 1985)
  - Karl-Birger Blomdahl, szwedzki kompozytor (zm. 1968)
- 6 listopada – Ray Conniff, amerykański kompozytor, dyrygent (zm. 2002)
- 10 listopada
  - Billy May, amerykański kompozytor, aranżer i trębacz (zm. 2004)
  - Guido Turchi, włoski kompozytor, pedagog i krytyk muzyczny (zm. 2010)
- 12 listopada – Jerzy Harald, polski kompozytor, pianista, skrzypek, autor muzyki filmowej, teatralnej i radiowej (zm. 1965)
- 21 listopada – Nadja Nożarowa, bułgarska śpiewaczka operetkowa i aktorka (zm. 2014)
- 26 listopada – Gerhard Unger, niemiecki śpiewak operowy (tenor) (zm. 2011)
- 11 grudnia – Pérez Prado, kubański pianista, kompozytor, aranżer (zm. 1989)
- 22 grudnia – Fernando Corena, szwajcarski śpiewak (bas) (zm. 1984)
- 25 grudnia – Oscar Moore, amerykański gitarzysta jazzowy (zm. 1981)

## Zmarli
- 16 stycznia – Charles A. Zimmermann, amerykański kompozytor marszów i muzyki popularnej (ur. 1861)
- 18 stycznia – Česlovas Sasnauskas, litewski organista i kompozytor (ur. 1867)
- 4 lutego – Adolphe Biarent, belgijski kompozytor, dyrygent, wiolonczelista i pedagog muzyczny (ur. 1871)
- 24 marca – Enrique Granados, hiszpański pianista i kompozytor (ur. 1867)
- 8 kwietnia – Bernhard Heinrich Irrgang, niemiecki kompozytor, organista i pedagog (ur. 1869)
- 11 maja – Max Reger, niemiecki kompozytor (ur. 1873)
- 25 maja – Albert Lavignac, francuski pedagog i muzykolog (ur. 1846)
- 27 lipca – Karl Klindworth, niemiecki pianista, dyrygent i pedagog (ur. 1830)
- 2 sierpnia – Hamish MacCunn, szkocki kompozytor muzyki klasycznej, dyrygent i pedagog (ur. 1868)
- 5 sierpnia – George Butterworth, angielski kompozytor muzyki klasycznej (ur. 1885)
- 8 sierpnia – Franz Eckert, niemiecki kompozytor (ur. 1852)
- 10 września – Friedrich Gernsheim, niemiecki kompozytor, dyrygent i pianista (ur. 1839)
- 25 września – Julius Fučík, czeski kompozytor i dyrygent (ur. 1872)
- 23 listopada – Eduard Nápravník, czeski dyrygent i kompozytor (ur. 1839)
- 2 grudnia – Paolo Tosti, brytyjski kompozytor i pedagog włoskiego pochodzenia (ur. 1846)
- 5 grudnia – Hans Richter, austriacki dyrygent pochodzenia węgierskiego (ur. 1843)
- 26 grudnia – Bernhard Scholz, niemiecki kompozytor i dyrygent (ur. 1835)
- 27 grudnia – Nikołaj Sołowjow, rosyjski kompozytor, pedagog i krytyk muzyczny (ur. 1846)
- 28 grudnia – Eduard Strauss, austriacki kompozytor (ur. 1835)

Data dzienna nieznana
- Listopad – Aleksander Januszek, polski lutnik (ur. 1860)

## Opera
- Enrique Granados - Goyescas

## Muzyka poważna
- Charles Ives - Czwarta Symfonia
- Karol Szymanowski - I Koncert skrzypcowy